# Hermann Keussen

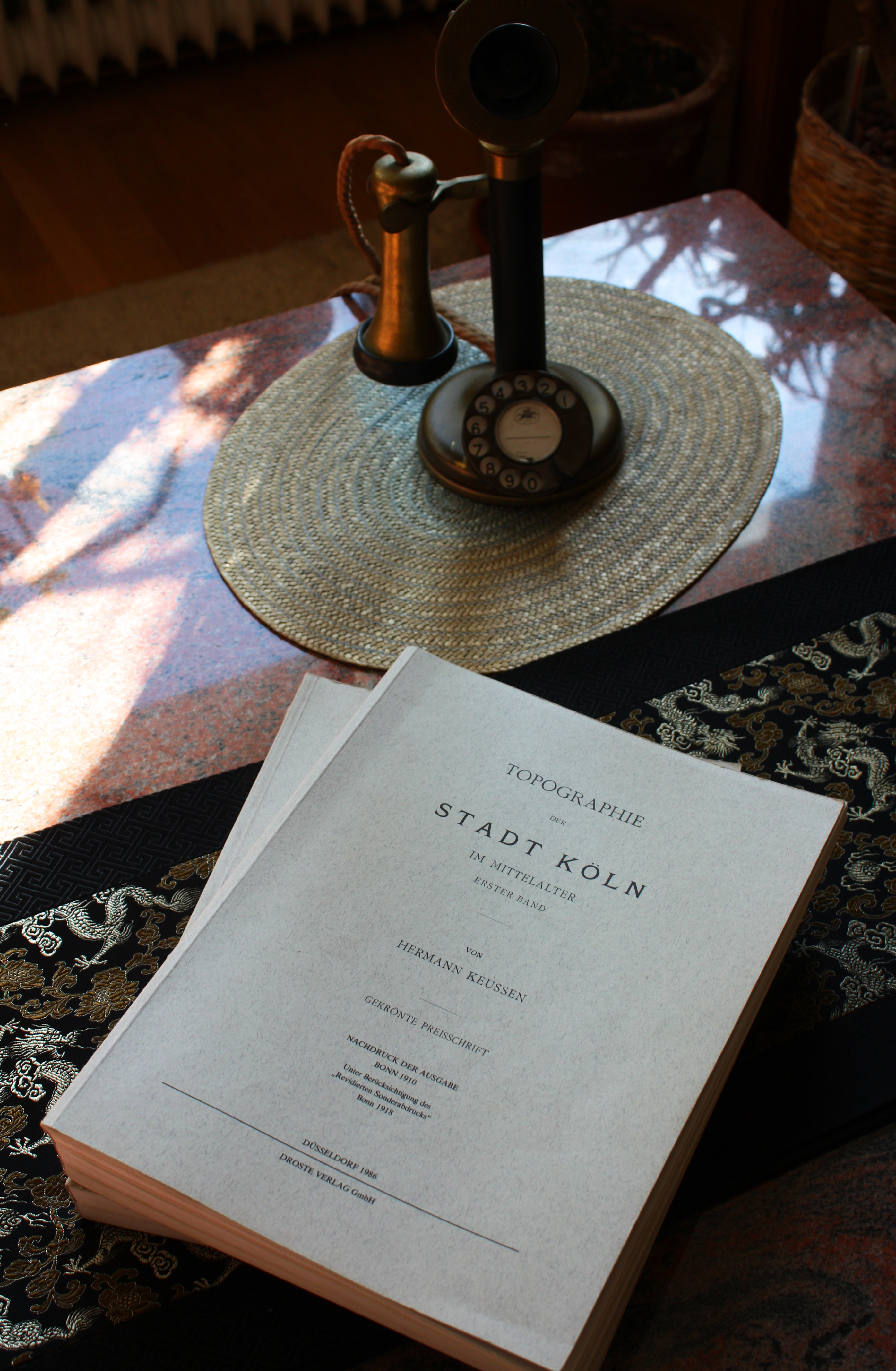
Hermann Keussens Hauptwerk, die Topographie der Stadt Köln im Mittelalter

Gerhard Emil Hermann Keussen (* 5. Juni 1862 in Krefeld; † 7. Mai 1943 in München) war ein deutscher Historiker und Stadtarchivar in Köln.

## Leben
Hermann Keussen wurde als Sohn des gleichnamigen Stadt- und Kreisschulrats und Landeshistorikers des Niederrheins Hermann Keussen (1829–1894) in Krefeld geboren.
Nach dem Abitur studierte Keussen Geschichte an der Universität Bonn (1880–82) und an der Universität Berlin, unter anderen bei Moriz Ritter, Julius Weizsäcker und Heinrich von Treitschke. In Berlin wurde er 1885 auch promoviert.
1884 trat Keussen, zunächst als Volontär, in den Dienst des städtischen Kölner Archivs. 1889 wurde er Wissenschaftlicher Hilfsarbeiter, 1893 Wissenschaftlicher Assistent. 1900 erhielt er den Titel „Stadtarchivar“. 1927 wurde er in den Ruhestand verabschiedet.
Über die Jahre im Ruhestand bis zu seinem Tod im Jahr 1943 ist nichts bekannt. Hermann Keussen starb in München in der Eigenheimsiedlung Neulustheim.

## Forschungen zur Geschichte der Stadt Köln
Als Archivar beschäftigte sich Keussen vor allem mit der Geschichte der Stadt. Sein bedeutendstes Werk wurde die „Topographie der Stadt Köln“, die er – zeitweise mit Assistenz des Gymnasiallehrers und Historikers Joseph Klinkenberg – in zwei umfangreichen Bänden erarbeitete und 1910 veröffentlichte.
Grundlage dieser Arbeit waren die erhaltenen mittelalterlichen Schreinskarten der Stadt. Die aus diesen Akten extrahierten Erkenntnisse wurden von Keussen in jahrelanger Arbeit zu einem Werk geformt, welches dann in allgemeinverständlicher Weise die topographischen und rechtlichen Verhältnisse der Stadt erfasste und erläuterte.
In den ihm zur Verfügung stehenden Niederschriften aus den ehemaligen Kölner Schreinsbezirken hatten die Amtleute alle rechtlich relevanten Vorgänge eingetragen. Sie erfassten die Grundstücke aller Straßen und verzeichneten Hauskäufe, Vererbungen, Teilungen, Schenkungen, Verpfändungen oder Übertragungen des privaten Hauseigentums der Bürger seit dem 12. Jahrhundert. Gleichermaßen verfuhr man mit allen öffentlichen Bauten und Einrichtungen wie Straßen, Märkten, Warenspeichern, Zunfthäusern, Zollstationen, Brunnen, Friedhöfen, Kirchen und Befestigungen in der größten deutschen Stadt des Mittelalters.
Die so gewonnenen Erkenntnisse erweiterte Keussen durch sein Einbeziehen der Schriften der Chronisten Gelenius, Koelhoff und des Hermann von Weinsberg. Auch lateinische Schriften, wie die Vita Annonis Minor oder die „Vita Heriberti“ des Lantbert von Deutz aus der schon früh zu einer Metropole gewordenen Stadt, brachten zusätzliche Erkenntnisse, die sich mit den Forschungsergebnissen der Historiker Lacomblet, den Arbeiten von Ennen und denen des Philologen Gottfried Eckertz oder den Schriften von Friedrich Lau am Ende des 19. Jahrhunderts zu einem Gesamtbild fügten.
Auch die Geschichte der alten Kölner Universität war Keussen ein besonderes Anliegen. Wie bei den Schreinsakten sichtete er deren Matrikel der Jahre 1389 bis 1559 und wertete sie aus, um auch diese Arbeiten dann in zwei Bänden 1892–1928 zu publizieren.
Zusammen mit seinem Vorgänger Konstantin Höhlbaum veröffentlichte Keussen Band 1 und 2 der „Kölner Inventare (bis zum Jahr 1591)“ der „Inventare hansischer Archive“ (1896/1903).

## Würdigung
Hermann Keussen, der sein ganzes Berufsleben der Stadt Köln widmete, erschloss während dieser Zeit den städtischen Bestand der Überlieferungen, die in ihrer Dokumentation und Ausführlichkeit bei keiner der anderen deutschen Städte anzutreffen sind. Sein Hauptwerk, „Die Topographie der Stadt Köln“, wird heute, einhundert Jahre nach der Veröffentlichung, noch immer als das Standardwerk zur Kölner Geschichte des Mittelalters angesehen.
In Köln trägt die Keussenstraße in Köln-Lindenthal seinen Namen.

## Veröffentlichungen (Auswahl)
- Topographie der Stadt Köln im Mittelalter. 2 Bände. Köln 1910, (Digitalisat: Band 1 ub.uni-koeln.de; Band 2 ub.uni-koeln.de) Reprint: Droste-Verlag, Düsseldorf 1986, ISBN 3-7700-7560-9 und ISBN 3-7700-7561-7.
- Die Matrikel der Universität Köln: 1389 bis 1559, bearbeitet von Hermann Keussen. Band 1, 1389–1466. Behrendt, Köln 1892 (zwei Hälften in einem Band zusammengebunden)
  - Band I bis 1466: (Textarchiv – Internet Archive).
  - Erste Hälfte / unter Mitw. von Wilhelm Schmitz: (Textarchiv – Internet Archive).
  - Zweite Hälfte: Register (Textarchiv – Internet Archive).
- Ennen, Leonard. In: Allgemeine Deutsche Biographie (ADB). Band 48, Duncker & Humblot, Leipzig 1904, S. 380–382.
- Urkundenbuch der Stadt Krefeld und der alten Grafschaft Mörs 799–1797. 3 Bände, Krefeld 1938–1940. (Nachdruck 1980).
- Köln. Werden – Wesen – Wollen einer deutschen Stadt. Unter Mitwirkung von Hermann Keussen [u. a.] hrsg. von der Stadt Köln 1928.
- Die alte Universität Köln. Kölner Geschichtsverein, Köln 1934.
- Hüls. Geschichtliche Rückblicke. Von Hermann Keussen 1925 besorgter Neudruck der Ausgabe Crefeld 1867.